# Hällsjön, Ludvika kommun
Hällsjön eller Norra Hällsjön är en by i Ludvika kommun och församling, Dalarnas län. I byn har tidigare funnits en hytta för järnframställning och en gästgivargård. Numera domineras byn av en omfattande fritidshusbebyggelse.
Byn är belägen vid sjön Hällsjön.